# Circuit d'Escalante
Le Circuit d'Escalante (en espagnol : Circuito de Escalante) est une course cycliste espagnole qui se déroule le 21 août près d'Escalante, en Cantabrie.
Anciennement ouverte aux espoirs (moins de 23 ans) et amateurs, elle est disputée par des cyclistes juniors (moins de 19 ans) depuis 2022. 

## Palmarès depuis 2009
| Année                    | Vainqueur             | Deuxième                 | Troisième              |
| ------------------------ | --------------------- | ------------------------ | ---------------------- |
| Trofeo Virgen de la Cama |                       |                          |                        |
| 2007                     | David Larriba         | Unai Iparragirre (es)    | Roberto Cobo           |
| 2008                     | ?                     | ?                        | ?                      |
| Circuit d'Escalante      |                       |                          |                        |
| 2009                     | Pedro Palou           | Carlos Oyarzún           | Pol Nabben             |
| 2010                     | Unai Iparragirre (es) | Víctor Gómez             | Josué Moyano           |
| 2011                     | Marcos Crespo         | Marco Flores             | Unai Iparragirre (es)  |
| 2012                     | Adrián Richeze        | Unai Iparragirre (es)    | Facundo Lezica         |
| 2013                     | Julián Gaday          | Jesús Herrero            | Víctor Gómez           |
| 2014                     | Antonio Angulo        | José Luis Mariño         | Carlos Antón Jiménez   |
| 2015                     | Mikel Aristi          | Unai Elorriaga           | Jacobo Ucha            |
| 2016                     | Unai Elorriaga        | Marc Buades              | Illart Zuazubiskar     |
| 2017                     | Gotzon Martín         | Javier Ruiz de Larrinaga | Kevin Suárez Fernández |
| 2018                     | Oier Lazkano          | Cristian Mota            | Eugenio Mirafuentes    |
| 2019                     | Julen Amarika         | Unai Elorriaga           | Pablo Alonso           |
| 2020-2021                | non disputé           | non disputé              | non disputé            |
| 2022                     | Nil Gimeno            | Hugo de la Calle         | Unai Martínez          |
| 2023                     | Miguel Domínguez      | Arturo Barros            | Francisco Crespí       |
| 2024                     | Marcos Freire         | Daniel Lado              | Einar Artidiello       |